# Cyanopterus obscuripennis
Cyanopterus obscuripennis är en stekelart som först beskrevs av Thomson 1892.  Cyanopterus obscuripennis ingår i släktet Cyanopterus och familjen bracksteklar. Enligt den finländska rödlistan är arten nationellt utdöd i Finland. Arten är reproducerande i Sverige. Artens livsmiljö är naturmoskogar. Inga underarter finns listade i Catalogue of Life.